# Wood-Ridge
Wood-Ridge ist eine Stadt im Bergen County, New Jersey, USA. Das U.S. Census Bureau hat bei der Volkszählung 2020 eine Einwohnerzahl von 10.137 ermittelt.

## Geographie
Die geographischen Koordinaten der Stadt sind 40°50'51" nördliche Breite und 74°5'15" westliche Länge.
Nach den Angaben des United States Census Bureaus hat die Stadt eine Gesamtfläche von 2,8 km2, wobei keine Wasserflächen miteinberechnet sind.

## Geschichte
Der National Park Service weist für Wood-Ridge ein Haus im National Register of Historic Places (NRHP) aus (Stand 24. Dezember 2018), das Brinkerhoff House.

## Demographie
Nach der Volkszählung von 2000 gibt es 7.644 Menschen, 3.024 Haushalte und 2.137 Familien in der Stadt. Die Bevölkerungsdichte beträgt 2.683,1 Einwohner pro km2. 91,01 % der Bevölkerung sind Weiße, 0,84 % Afroamerikaner, 0,08 % amerikanische Ureinwohner, 5,02 % Asiaten, 0,01 % pazifische Insulaner, 1,77 % anderer Herkunft und 1,27 % Mischlinge. 7,27 % sind Latinos unterschiedlicher Abstammung.
Von den 3.024 Haushalten haben 29,1 % Kinder unter 18 Jahre. 58,9 % davon sind verheiratete, zusammenlebende Paare, 9,0 % sind alleinerziehende Mütter, 29,3 % sind keine Familien, 25,8 % bestehen aus Singlehaushalten und in 11,2 % Menschen sind älter als 65. Die Durchschnittshaushaltsgröße beträgt 2,53, die Durchschnittsfamiliengröße 3,07.
21,2 % der Bevölkerung sind unter 18 Jahre alt, 5,3 % zwischen 18 und 24, 31,9 % zwischen 25 und 44, 24,6 % zwischen 45 und 64, 17,0 % älter als 65. Das Durchschnittsalter beträgt 40 Jahre. Das Verhältnis Frauen zu Männer beträgt 100:90,5, für Menschen älter als 18 Jahre beträgt das Verhältnis 100:87,2.
Das jährliche Durchschnittseinkommen der Haushalte beträgt 60.949 USD, das Durchschnittseinkommen der Familien 72.500 USD. Männer haben ein Durchschnittseinkommen von 48.309 USD, Frauen 40.025 USD. Der Prokopfeinkommen der Stadt beträgt 29.865 USD. 1,6 % der Bevölkerung und 0,8 % der Familien leben unterhalb der Armutsgrenze, davon sind 0,6 % Kinder oder Jugendliche jünger als 18 Jahre und 2,8 % der Menschen sind älter als 65.